# Iphinoe calmani
Iphinoe calmani är en kräftdjursart som beskrevs av Fage 1945. Iphinoe calmani ingår i släktet Iphinoe och familjen Bodotriidae. Inga underarter finns listade i Catalogue of Life.